# George Bailey Sansom
 (mars 2020).
George Bailey Sansom est un diplomate et un japonologue britannique né le 28 novembre 1883 et mort le 8 mars 1965.
Il est à l'origine d'une traduction du Tsurezuregusa en 1911. Après guerre, il écrit une Histoire du Japon en plusieurs volumes qui fait référence pendant plusieurs années.

## Publications
- The Tsuredzure Gusa of Yoshida No Kaneyoshi: Being the Meditations of a Recluse in the 14th Century, 1911.
- An Historical Grammar of Japanese, Oxford, Oxford University Press, 1928.
  - 2e édition, 1946, Oxford, Oxford University Press.
  - Réimpression, Oxford, Clarendon Press (ASIN B0007ITUYC).
  - Réimpression, Londres, Routledge  (ISBN 978-0-7007-0288-6) (toilé).
- Japan: A Short Cultural History, Londres et New York, Cresset Press (1931), D. Appleton (1931), 1931 (lire en ligne).
- Trade Conditions in the Philippine Islands, 1933 (ASIN B0008D0H5W).
- Postwar Relations with Japan, Secretariat paper, 1942 (ASIN B0007ETL9K).
- The Western World and Japan: A Study in the Interaction of European and Asiatic Cultures, New York, Random House, 1949 (ISBN 978-0-394-45150-3).
  - Réimpression, 1973, New York, Vintage Books  (ISBN 978-0-394-71867-5).
- Japan: A Short Cultural History, Stanford, Stanford University Press, 1952 (ISBN 978-0-8047-0952-1 et 978-0-8047-0954-5).
- A History of Japan to 1334, Stanford, Stanford University Press, 1958 (ISBN 978-0-8047-0523-3, OCLC 224793047, lire en ligne).
- A History of Japan: 1334-ryū-1615, Stanford, Stanford University Press, 1961 (ISBN 978-0-8047-0525-7, OCLC 43483194, lire en ligne).
- A History of Japan: 1615-ryū-1867, Stanford, Stanford University Press, 1963 (ISBN 978-0-8047-0527-1, OCLC 173092834, lire en ligne).
- Japan in World History, Tuttle Publishing, 1984 (ISBN 4-8053-0432-4, ASIN B0007IZ02I). Réimpression, 1986  (ISBN 978-0-8048-1510-9).
- The Reminiscences of Sir George Sansom, 19?? (ASIN B0007J22K0).